# Altenburger Brauerei
De Altenburger Brauerei GmbH is een Duitse brouwerij uit Altenburg in Thüringen.	

## Geschiedenis
De brouwerij werd in 1871 gesticht als de Altenburger Actien-Brauerei. In 1914 was ze de grootste van Thüringen met een jaarproductie van 100.000 hectoliter. In 1921 was de brouwerij echter door de hyperinflatie gedwongen te fusioneren met de Riebeck Brauerei Altenburg (een afdeling van de Riebeck Brauerei Leipzig) en met Brauverein Gera.
In de DDR-periode was de brouwerij een VEB (K), waarbij de (K) stond voor kreisgeleitet (door de Kreis bestuurd). Tot 1990 produceerde ze jaarlijks rond 330.000 hectoliter, maar dit verminderde sterk na de Duitse hereniging. De markt werd toen overspoeld door bier uit het westen (het zogenaamde "Westbier"), en de productie liep terug tot circa 10.000 hl. Daarop kocht het Brauhaus Leikeim uit Altenkunstadt in Beieren de brouwerij. De productie werd stilaan weer opgevoerd en de brouwerij gemoderniseerd. De brouwerij heeft in 2018 circa 50 medewerkers.
De oorspronkelijke brouwerij, die jugendstil-kenmerken vertoont, is bewaard gebleven en tegenwoordig beschermd als monument. Ze kan bezocht worden en er is ook een brouwerijmuseum aanwezig.

## Bieren (2018)
- Altenburger Hell (Lager, 4,9 %)
- Altenburger Premium Pils (4,9 %)
- Altenburger Festbier (6,0 %)
- Altenburger Schwarzes (4,9 %)
- Altenburger Bock (7,0 %)
- Altenburger Radler (2,5 %; bestaat uit 50% bier en 50% limonade)